# Horní Krčmy
Horní Krčmy (německy Ober Schwägersdorf) jsou osada a základní sídelní jednotka města Mohelnice v okrese Šumperk. Nachází se na cestě mezi Mohelnicí a Lošticemi, asi 1,6 km jižně od centra Mohelnice. V roce 2011 zde žilo 114 obyvatel v 45 domech.
Osada Horní Krčmy je rozdělena do dvou katastrálních území. Většina připadá KÚ Mohelnice, malá část na jihovýchodě ovšem připadá KÚ Újezd u Mohelnice.
Osadou prochází silnice II/635, je zde též nájezd na dálnici D35. Nachází se zde kaple svatého Petra a Pavla.
Osada Dolní Krčmy (německy Nieder Schwägersdorf) splynula se zastavěným územím Mohelnice.
| Rok            | 1869 | 1880 | 1890 | 1900 | 1910 | 1921 | 1930 | 1950 | 1961 | 1970 | 1980 | 1991 | 2001 | 2011 |
| -------------- | ---- | ---- | ---- | ---- | ---- | ---- | ---- | ---- | ---- | ---- | ---- | ---- | ---- | ---- |
| Počet obyvatel | 162  | 207  | 216  | 194  | 197  | 190  | 165  | 133  | 127  | 116  | 84   | 80   | 112  | 114  |
| Počet domů     | 32   | 34   | 37   | 37   | 37   | 37   | 37   | 33   | –    | 31   | 33   | 40   | 42   | 45   |